# Malacoptila semicincta
El bolio semiacollarado o buco mediocollar (Malacoptila semicincta), es una especie de ave de la familia Bucconidae.
Su hábitat natural son los bosques húmedos bajos en las zonas selváticas subtropicales o tropicales de Bolivia, Brasil, y Perú.